# Coelomera raquia
Coelomera raquia is een keversoort uit de familie bladkevers (Chrysomelidae). De wetenschappelijke naam van de soort werd in 1956 gepubliceerd door Bechyne.